# Sinan Medgyes
Sinan Medgyes (Dunaszerdahely, 1993. június 30. –) magyar állampolgársággal rendelkező szlovák labdarúgó, a Kisvárda játékosa.

## Pályafutása

### Klubcsapatokban
Medgyes a Győri ETO akadémiáján nevelkedett. Többnyire a klub második számú csapatában szerepelt, az első számú csapatban egy alkalommal, 2015. május 31-én lépett pályára egy Debreceni VSC elleni élvonalbeli mérkőzésen. 2015 és 2016 között megfordult a szlovákiai Duslo Šaľa, Spartak Trnava B és ŠKF Sereď csapataiban. 2017 és 2020 között közel száz bajnoki- és kupamérkőzésen lépett pályára a másodosztályú Budaörs színeiben. 2020 nyarán magyar élvonalbeli Budafoki MTE-be igazolt.
2021. augusztus utolsó napján az élvonalbeli Paksi FC csapatához igazolt. 
A 2022. július végétől a másodosztályban szereplő MTK Budapestnél szerepelt, 18 bajnokin lépett pályára. 2023. január 3-án az MTK szerződést bontott vele. Ezután Miskolcon, a Diósgyőr csapatában folytatta a pályafutását, ahol 11 bajnoki mérkőzésen szerepelt, 1 gólt szerzett. 2023 augusztus végén a Zalaegerszegi TE együtteséhez igazolt.

### A válogatottban
2013-ban a magyar U19-es válogatottban a Németország elleni mérkőzésen (2–3) 71 percet játszott.

## Sikerei, díjai
Paksi FC
- Magyar kupa ezüstérmes: 2021–22

 Diósgyőri VTK
- NB II bajnok: 2022–23